# 1634
Năm 1634 (số La Mã: MDCXXXIV) là một năm thường bắt đầu vào ngày Chủ nhật trong lịch Gregory (hoặc một năm thường bắt đầu vào thứ Tư trong lịch Julius chậm hơn 10 ngày).

## Mất
- 07 tháng 12: Đào Duy Từ, chính trị gia, nhà văn hóa thời kỳ Trịnh - Nguyễn phân tranh